# Polystichum rupicola
Polystichum rupicola är en träjonväxtart som beskrevs av Ren-Chang Ching och W. M. Chu. Polystichum rupicola ingår i släktet Polystichum och familjen Dryopteridaceae. Inga underarter finns listade.